# 2020 у Тернополі
| Роки в Тернополі: ← · 2000 · 2001 · 2002 · 2003 · 2004 · 2005 · 2006 · 2007 · 2008 · 2009 · 2010 · 2011 · 2012 · 2013 · 2014 · 2015 · 2016 · 2017 · 2018 · 2019 · 2020 · 2021 · 2022 · 2023 · 2024 Див. також: XIX століття · XX століття |

## Річниці

### Річниці від дня народження
- 1 січня
  - 115 років від дня народження українського вченого у галузі психології, поета-модерніста Ярослава Цурковського (1905—1995).
  - 1920 років від дня народження українського журналіста, диригента, громадського діяча Всеволода-Богдана Будного (1920—1986).
- 9 січня — 60 років від дня народження українського підприємець, громадсько-політичного діяча Ярослава Джоджика (нар. 1960).
- 21 січня — 50 років від дня народження української вченої у галузі медицини Інни Іщук (нар. 1950).
- 26 січня — 115 років від дня народження українського підприємця, громадсько-культурної діячки, меценатки Ярослави Шафранюк (1905—1996).
- 7 лютого — 65 років від дня народження української художниці, громадської діячки Тетяни Гончарової (нар. 1955).
- 14 лютого — 60 років від дня народження української скрипальки, педагога Ольги Рівняк (нар. 1960).
- 22 лютого — 50 років від дня народження українського господарника, громадсько-політичного діяча Богдана Левківа (нар. 1950).
- 27 лютого — 120 років від дня народження українського лікаря, громадського діяча Теодозія Сеньковського (1900—1989).
- 28 лютого — 60 років від дня народження українського живописця Андрія Беднарчука (нар. 1960).
- 6 березня — 115 років від дня народження українського лікаря Ярослав Степанович Кучерський (1905—1944).
- 8 березня — 130 років від дня народження українського польського церковного діяча, єпископа (1933) Євгеніуша Базяка (1890—1962).
- 1 квітня — 115 років від дня народження українського музиканта, композитора, диригента, театрального режисера, педагога Богдана Сарамаґа (1905—1975).
- 2 квітня — 120 років від дня народження польського історика, педагога, публіциста Юзефа Сєрадського (1900—1960).
- 5 квітня — 65 років від дня народження українського вченого у галузі психіатрії, психотерапевта, психоаналітика, громадського діяча Олега Чабана (нар. 1955).
- 8 квітня — 75 років від дня народження українського актора, діяча театру Романа Климовського (1945—2001).
- 8 квітня — 90 років від дня народження українського вченого-фтизіатра, педагога, громадського діяча Євгена Бліхара (нар. 1930).
- 17 квітня — 150 років від дня народження австрійського етнографа, антрополога, одного із зачинателів австрійської фотографії, кінематографії та фонографії Рудольфа Пеха (1870—1921).
- 21 квітня — 75 років від дня народження українського архівіста, краєзнавиці Любомири Бойцун (1945—2015).
- 1 травня — 120 років від дня народження української журналістки, редакторки, педагога, громадської діячки Євгенії Онуферко (1900—1975)
- 10 травня — 55 років від дня народження українського лікаря, письменника Олексія Волкова (нар. 1965).
- 5 червня — 60 років від дня народження українського співака Ігоря Вовчака (нар. 1960).
- 9 липня — 95 років від дня народження українського спортсмен (футболіст), футбольний арбітр Іван Васильович Онисько (1925—2007).
- 15 липня — 140 років від дня народження українського історика, архівіста, археографа, бібліотекознавця, педагога Богдана Барвінського (1880—1958).
- 19 липня — 105 років від дня народження польської художниці Хелени Квятковської (1915—1991).
- 24 липня — 50 років від дня народження українського громадського діяча Олександра Прокопіва (нар. 1970).
- 27 липня — 80 років від дня народження української лікарки-терапевтки, громадської діячки Дарії Чубатої (нар. 1940).
- 29 липня — 95 років від дня народження українського вченого у галузі енергетики Маркіяна (Атиногена) Цегельського (нар. 1925).
- 4 вересня — 95 років від дня народження польського поета, прозаїка Станіслава Горака (1925—1990).
- 5 вересня — 60 років від дня народження української інженерки, громадської діячки, меценатки Наталії Каліщук (нар. 1960).
- 16 вересня — 125 років від дня народження польського композитора, піаніста, педагога Кароля Ратгауза (1895—1954).
- 3 жовтня — 90 років від дня народження українського журналіста Ярослава Гулько (нар. 1930).
- 6 жовтня
  - 95 років від дня народження українського лікаря, громадського діяча, мецената Романа Заплітного (1925—1994).
  - 65 років від дня народження українського економіста, фінансиста, господарського і громадського діяча Віктора Чопика (нар. 1955).
- 9 жовтня — 150 років від дня народження українського священника, релігійного діяча Петра Кордуби (1870—1944).
- 16 жовтня — 95 років від дня народження українського живописця, реставратора Діонізія Шолдра (1925—1995).
- 2 листопада — 125 років від дня народження польського історика Броніслава Влодарського (1895—1974).
- 4 листопада — 50 років від дня народження українського правника, державного діяча Віктора Шемчука (нар. 1970).
- 9 листопада — 60 років від дня народження українського майстра різьблення на дереві Віктора Лупійчука (нар. 1960).
- 13 листопада — 120 років від дня народження польського дипломата Рудольфа Ратгауса (1900—1968).
- 14 листопада — 90 років від дня народження українського вченого у галузі природничих наук, педагога Леона-Теодора Кузьмовича (нар. 1930).
- 17 листопада — 50 років від дня народження українського історика, громадсько-політичної діячки Олени Кондратюк (нар. 1970).
- 19 листопада — 165 років від дня народження польського історика, дослідника історії XV—XVII ст. Станіслава Лукаса (1855—1882).
- 23 листопада — 50 років від дня народження українського науковця, хірурга Олександра Ковальчука (нар. 1970).
- 1 грудня — 85 років від дня народження українського спортсмена (футболіст) Володимира Онисько (1935—2001).
- 3 грудня — 65 років від дня народження українського господарника, громадського діяча Олександра Котика (нар. 1955).
- 4 грудня — 50 років від дня народження українського підприємця, мецената, громадського діяча Сергія Тарашевського (нар. 1970).
- 12 грудня — 130 років від дня народження польського логіка, філософа, математика, семантика Казімежа Айдукевича (1890—1963).
- 16 грудня — 65 років від дня народження українського лікаря-травматолога, біоенерготерапевта, літератора Володимира Мацюка (нар. 1955).
- 120 років від дня народження української громадської діячки, актриси театру «Тернопільські театральні вечори» (1915—1917) Ольги Басса (1900—1983).